# Swiss NPO-Code
Der Swiss NPO-Code war für Schweizer Nichtregierungsorganisationen allgemein anerkannter Verhaltenscodex für die Transparenz von Non-Profit-Organisationen, der von der ZEWO überprüft wurde. Er enthält Corporate-Governance-Richtlinien für grössere Non-Profit-Organisationen in der Schweiz und wurde von 2006 bis 2016 verwendet.

## Inhalt
Der Code handelte thematisch ähnliche Themen wie der Swiss Code of Best Practice ab, der für börsenkotierte Unternehmen gedacht war und richtete sich ausdrücklich an grössere Nonprofit-Organisationen. Anders als bei Unternehmen gibt gab es aber andere Themen zu behandeln, so ist der aus dem Aktienrecht bekannte Aktionärsschutz für NPO's irrelevant, dafür ist das optimale erreichen der Organisationsziele wichtiger. Der Code wollte gemäss Paragraf §2 Führung, Kontrolle und Kommunikation der Non-Profit-Organisationen regeln.
Ein Spannungsfeld bei grösseren NPO's bestand zwischen dem professionellen operativen Management und den ehrenamtlich tätigen Leitungsorganen, daher war auch die Kontrolle des höchsten Aufsichtsorgan ein Thema. Der Swiss NPO-Code beschrieb die Aufgabenverteilung und Offenlegungspflichten der Leitungsorgane einer NPO. Er schrieb den Organisationen ein Risikomanagement sowie ein Internes Kontrollsystem vor. Organisationen die sich zertifizieren lassen wollten, mussten zu dem ihre Rechnung nach den Fachempfehlungen zur Rechnungslegung erstellen.

## Geschichte
Nach dem Fall Zäch bei der Schweizer Paraplegiker-Stiftung und weiterer Problemfälle lud der damalige Präsident des Schweizerischen Roten Kreuzes René Rhinow die grösseren Hilfswerke zu einem runden Tisch, der Konferenz der Präsidentinnen und Präsidenten grosser Hilfswerke der Schweiz (KPGH).
Aus einer Vereinbarung an dieser Konferenz entstand am 31. März 2006 das Projekt Swiss NPO-Code. An der anschliessenden Ausarbeitung des Swiss NPO-Code war ProFonds als Experte beteiligt. Als Trägerverein wurde 2008 ein Verein gleichen Namens gegründet, dem alle grossen Schweizer Hilfswerke angehören. Zur Zertifizierung und Prüfung von Hilfswerken auf die Einhaltung des Swiss NPO Codes wurde die Stiftung Zewo betraut.
Im Jahr 2016 hat die Zewo seine Standards überarbeitet und 21 neue Zewo-Standads in Kraft gesetzt. Für die KPGH hat die ZEWO damit die wichtigsten unverzichtbaren Grundsätze des Swiss NPO-Codes in die Zewo-Richtlinien integriert. Mit dieser Erweiterung haben die KPHG und der Verein Swiss NPO Code am 8. Juni 2016 beschlossen, die ursprünglichen Regeln des Swiss NPO-Code nicht weiter zu zertifizieren.
Letzte Präsidentin des Vereins Swiss NPO-Code war 2016 Mariangela Wallimann-Bornatico, die in gleicher Funktion auch der Caritas Schweiz vorstand.